# Ровчани
Ровчани су једно од седам српских племена у историјској области Брда, у данашњој Црној Гори. Помињу се први пут 1477. године у пописном дефтеру Херцеговачког санџака. Назив Ровчани је српског поријекла, а настао је од ријечи „ров“ у значењу усијек или удубљење, што је честа рељефна одлика у матичној области племена, која обухвата дио древне жупе Мораче у горњем сливу ријеке Мораче.

## Поријекло
Према народном предању најстарији предак Ровчана био је Никша који је живио у Никшићу. Његов отац, бан Илијан(бан Владимир), био је ожењен Јевросимом, сестром Стефана, сина Вукана Немањића који је саградио манастир Морачу 1252 г. Никшин унук Гојак је дошао у сукоб са баном Угреном који је управљао Никшићком Жупом, па је после убиства бана Угрена побјегао у данашња Ровца и настанио се на десној страни Мртвице, у близини њеног утока у ријеку Морачу. Гојак је ту основао породицу и према ровачком предању имао је 4 сина: Булата, Влаха, Шћепана и Срезоја од којих су се формирала данашња велика ровачка братства: Булатовићи, Влаховићи, Шћепановићи и Срезојевићи.
Друга већа скупина Ровчана су потомци кнеза Богдана Љешњанина који је из Чева, због крвне освете, прво преселио у село Лијешње – Љешанска нахија, а потом и тамо пао на крв и поново се сели у данашња Ровца (село Лијешње, које се до тада звало Брезно). То је било негдје у првој половини XIV вијека, прије доласка Турака у ове крајеве.

## Историја
Ровчани, као сусједи манастира Мораче, сматрали су својом обавезом да бране манастир од насртаја турских харачлија и зулумћара. Забиљежено је неколико њихових бојева око манастира, а посебно онај 1770. године када су посјекли Аља-бега и још његових 12 харачлија и потом их бацили низ слап Светигоре у Морачу.
Ровчани, као и Морачани, већ у XVII вијеку почињу борбу против Турака, и под утицајем цетињских владика укључују се у општу борбу Брђана и Црногораца против освајача. Такође иду у помоћ и околним брдским племенима а најпознатији догађај је кад су 1774. године спасили Куче - Дрекаловиће сигурне погибије па их довели у Ровца, гдје су остали пуних 7 година. Ровчани учествују у свим већим бојевима са Турцима и постају једно од најратоборнијих брдских племена.
Због пренасељености и оскудице, Ровчани су се селили у свим правцима, од Босне, Херцеговине, преко Србије до Косова и Метохије. Током вијековног расељавања често су мењали презимена али крсну славу, Светог Луку, нијесу никада.
- Кнез Ровчана Вуксан Булатов:

После заточеништва и бјекства из Скадра, Вуксан иде на Чево крваво и братими се са Ђуканом Бурићем, после тога иде сам у Ровца гдје га на успут рањенога убијају Турци, иза себе оставља два сина Батрића и Богића(Булатовићи). Вуксан је опјеван у пјесми:
+Плач три тавничара+ изабраној у књизи:Огледало Српско од Петра Петровића Његоша

## Ровачка братства – потомство Гојака Никшина

### Братство Булатовића
Братство Булатовића потиче од Булата, сина Гојакова. Булат Гојаков се населио у село Горња Ровца, у заселак Грабље. Булат је имао сина Вуксана, кнеза ровачке нахије који је уписан у херцеговачком тефтеру 1477. године. Сви Булатовићи потичу од Батрића и Богића (Вуксанови синови). Батрићеве потомке зову Горњоровчани или Батрићевци, а Богићеве потомке зову Церовчани или Богићевићи. Батрић Вуксанов имао је четири сина: Драгића, Илијана, Драгишу и Вука.
Од Драгише Батрићевог потичу: Секулићи, Томићи, Вучелићи и Савићи.
Од Илијана Батрићевог потичу: Ивановићи, Минићи, Новељићи, Радивојевићи, Радуловићи, Богдановићи, Милијићи, Тодорићи и Ишићи. Од Минића су Огранци Дминићи, Никетићи и Тошковићи.
Од Драгића Батрићевог су Мртводубочани: Ненадићи, Бајовићи, Пешићи, Зрновићи, Ђурковићи и Бошковићи.
Од Бошковића су Ђокићи, Лакићевићи и Ђурковићи.
Од Вука Батрићевог су Булатовићи у Кучима. Од њих су Трипковићи, Токовићи, Томашевићи, Тодићи, Кликовићи, Будинићи, Боланџићи, Бојановићи, Радуновићи и Оташевићи.
Од Богића Вуксановог су огранци: Ђуровићи, Голубовићи, Лакетићи, Тапушковићи, Ћетковићи, Тодоровићи, Радојичићи, Савићи и Кијановићи. Од Ђуровића су Ђинђићи. Од Голубовића су Аџићи и Ћатовићи. Од Лакетића су Реџићи. Од Тапушковића су Пуреновићи и Пушковићи. Од Тодоровића су Радојевићи.
Постоји још родова који су пореклом од Булатовића: Башчаревићи, Баруџије, Вељовићи (огранак Стајовића из Мртвог Дубоког), Величковићи (огранак Стајовића), Дацићи, Дошљаци (огранак Стајовића), Ћаловићи, Ђурашиновићи (Радоичићи и Тодоровићи), Живковићи, Карличићи (неки се презивају Карлице), Кљајићи (од њих су Маринковићи, Марковићи, Јакшићи, Радивојевићи), Крцаловићи, Лончари, Вуковићи, Марашевићи (променили славу, славе Св. Саву), Марићевићи, Маричићи, Маркишићи, Мердовићи, Мијатовићи, Мишелићи, Нешовићи (огранак Стајовића), Павићевићи, Перовићи (живе у Топлици и Јабланици), Пођанин (огранак Стајовића), Радовановићи, Ровчанин, Станишићи, Тацовићи (огранак Стајовића), Ћаловићи, Ћесаци, Ћућиловићи, Ћуповићи, Црнчевићи, Читлучани или Чибучани, Џудовићи (огранак Стајовића), Пајовићи (живе у околини Ариља и Гуче и од њих су настала презимена: Димитријевићи, Јовановићи, Радоњићи, Бојовићи, Ђоковићи, Тимотијевићи), Булат.

### Братство Влаховића
Влаховићи носе презиме по Гојаковом сину Влаху. Влахо се доселио у Богутов До и ту основао своју породицу. Имао је два сина Богету и Николу и кћер Сенију.
Од Богетових синова настала су ужа братства (огранци): Вукановићи, Ђурашевићи, Палевићи, Раичевићи и Симоновићи. Пресељењем дела Богетових потомака у Србију 1878 – 1903 настали су нови огранци: од Вукановића - Божинићи, од Палевића - Миловановићи, од Раичевића - Миковићи...
Од Николиних синова развили су се огранци: Вељовићи, Дуровићи, Ђуричићи, Јуковићи, Марковићи, Мартиновићи, Ницовићи и Селићи. Од ових огранака један број породица се одселио у Србију и од њих су настали нови огранци. Од Дуровића - Спасојевићи, Спасићи и Пајовићи, од Ницовића - Секулићи. Од Мућа Николина развило се пет огранака: Јововићи, Милајићи, Милићевићи, Новаковићи и Пековићи. Од Јововића развили су се Лакићевићи. Од Пековића настали су огранци Вуксановићи и Митровићи. У Васојевићима су насељени Богавци који тврде да потичу из Роваца и да су огранак Влаховића.

### Братство Шћепановића
Братство Шћепановића је добило презиме по Шћепану Гојаковом. Шћепан се населио у село Липље, на десној обали Мораче у близини манастира Морача. Пошто у Липљима није било довољно обрадиве земље, Шћепанови потомци се селе у Веље Дубоко, у Вишње и у Међуречје. Шћепан Гојаков је имао пет синова: Вукца (Вука), Влатка, Божидара, Станишу и Радоја.
Потомство Станише Радоњина дели се на огранке: Бошковићи (у Барице, Поља и Ровачко Требаљево), Муцовићи, Радојичићи. Од Бошковића су Вучетићи и Димбовићи. Од Радоичића су Драшковићи, Крстовићи, Мишовићи, Ђекићи и Вујиновићи. Од Драшковића су Бећковићи, Вујовићи, Крстићи, Марићевићи, Радојевићи и Делимарковићи. Од Мишовића су Ровчани (н). Од Ђекића су Грезићи. Од Вујиновића су Милићи.
Потомство Марка Петрова: Лазаревићи и Лешперовићи. Од Лазаревића су Јовановићи, Милуновићи и Јоковићи. Од Лешперовића су Видићи и Ваганари. Од Видића су Миловановићи.
Потомство Шћепана Петрова су: Ковачевићи и Гогићи. Од Гогића су Гугићи и Вукојичићи. Од Ковачевића су: Мандићи, Симоновићи, Пењајићи, Бојовићи, Вељовићи и Руповићи. Од Мандића су Пулетићи и Божовићи. Грабљани су Шћепановићи из Стратешке Горе који се деле на седам огранака.
Потомци Станка Стаматова су: Вукови, Ниношевићи и Ракитићи. Од Ракитића су Јоковићи Потомци Јездимира Јегоријева су тзв. Давидовићи.
Потомци Пурише Ристова тзв. Шћепановићи – Пуришићи и од њих су: Ђокићи, Веснићи и Тошковићи.
Постоји још родова који су пореклом од Шћепановића: Бојовићи (рођакају се са Мутаповићима), Божовићи (рођакају се са Мутаповићима), Богдановићи (рођакају се са Мутаповићима), Вукашиновићи (рођакају се са Мутаповићима), Гојковићи (рођакају се са Мутаповићима), Зубановићи, Јоксимовићи (рођакају се са Мутаповићима), Јокићи (рођакају се са Војиновићима, Костићима и Милићичима), Јакшићи, Јаковићи (потичу од Јакшића из Вишања), Костићи (рођакају се са Јокићима, Миличићима и Вујиновићима), Красојевићи (рођакају се са Мутаповићима), Каровићи (потичу од Кара, брата војводе Мутапа Лазара - Јовановићи), Кезуновићи (од Миличића), Мрдовићи (огранак Јакшића), Миличићи, Мутаповићи, Мићићи (рођакају се са Мутаповићима), Мулићи (рођакају се са Мутаповићима), Одовићи, Порубовићи, Станојевићи (у Вичи), Стјепановићи (потичу од Митра, брата војводе Лазара Мутапа), Стаматовићи, Чичаревићи (рођакају се са Перишићима, Вујовићима, Челебићима и Бошковићима), Челебићи (не треба их мешати са истоименим муслиманским родом у Босни).

### Братство Срезојевића
Братство Срезојевића је добило презиме по Стојану Гојаковом, званом Срезоје. Ово презиме није никада озваничено, нити је као такво, братственичко, презиме у прошлости постојало, сем што су знали да су потомци Срезоја Гојакова.
Срезоје је имао четири сина: Радоњу, Радича, Луку и Вукаша. По кнезу Иванишу Радоњином, Срезојевићи који су се одселили у Попово и Пољицу добијају презиме Иванишевић. Од рода Иванишевића развили су се огранци Липаве, Мостарици, Сетеничићи, Глигићи, Рунде, Милићи, Чолак и други...
Од Ненеза Срезојевића су Јовановићи, Илинчићи, Марковићи. Од Јовановића је настало братство Максимовићи. Од Максимовића су Поповићи (у Колашину), Новаковићи (у Липову). Огранци Илинчића су Никићи и Мијатовићи. Од Мијатовића су настали Вуловићи, Мишовићи и Новићи.

## Потомство кнеза Богдана Војинића (Љешњанина)
Кнез Богдан Љешњанин се прво доселио са Чева у Љешанску нахију па онда у Ровца. Имао је четири сина од којих су се развила братства: Вуковићи, Јанковићи, Јоковићи, Јововићи, Перишићи и Букилићи. За једну генерацију су старији у Ровцима од Никшића тј. Гојакових потомака. Због изразито високог наталитета и пренасељености Лијешња, које и поред чињенице да је најплодније и најпогодније за живот село у Ровцима, ипак често није могло да задовољи основне животне потребе пренасељеног становништва, али и због честих случајева крвне освете и из економских разлога, од давнина су његови становници напуштали своја огњишта и селили се у разне крајеве света. Тако су од Вуковића одсељени Радовановићи и Божидаревићи у Пећ (Метохија), као и Вуковићи одсељени у Штитарицу код Мојковца и Вуковићи из села Радовци код Ужичке Пожеге, који су потомци Старца Милије, чувеног Вуковог епског певача. Од Јанковића су Јанковићи из села Пусто Шилово у Горњој Јабланици (Србија) и Јошановићи одсељени у село Милошевићи (племе Дробњак) и у Орлане на Косову. Букилићи су се селили у Горњу Јабланицу (Србија) и на Косово Поље. Од Јоковића су Радојичићи и Ђуровићи из села Пусто Шилово у Горњој Јабланици (Србија), а сродни су им и Радовановићи из села Мркоња у Горњој Јабланици (Србија). Од Јововића су Лакићевићи из села Мркоње у Горњој Јабланици (Србија) и Радосављевићи из села Пусто Шилово у Горњој Јабланици (Србија). Од Перишића су пореклом Мировићи из Липова код Колашина и Вранешке долине. Братство Радуловићи кажу да потичу од оних Радуловића из Комана (Катунска нахија), а постоји и друго предање о томе да су Радуловићи староседелачко братство и да су пришли уз потомке кнеза Богдана Војинића. Велики број братстава са Лијешња се расељавао кроз векове и насељавао се у суседну Доњу и Горњу Морачу, па тако данас у тој области живи велики број братстава која су пореклом од кнеза Богдана са Лијешња. Највбројнији су у селу Ђуђевина (Јанкетићи, Ковијанићи, Ђурђићи, Бошковићи) и селу Рашко (Кљајићи, Рашчани, Ћетковићи) у Доњој Морачи, као и у селу Старче (Мујовићи, Марковићи, Перутићи) у Горњој Морачи.
Потомци кнеза Богдана Војинића на Лијешњу, као и уз њих прибијени Радуловићи, славе св. Архангела Михаила (21. новембар по новом / 8. новембар по старом календару), а прислужују св. Кирик и Јулиту (28. јули по новом / 15. јули по старом календару). Некада су славили св. Кирил Словенски (27. фебруар по новом / 14. фебруар по старом календару). Разлог промене славе је крвави догађај на слави која је тада, као и често падала у дане великог поста, и убиство 12 турских зулумћара који су им оскрнавили славску трпезу мешањем посне хране постављене гостима хришћанске вероисповести, и мрсне хране постављене њима Турцима. Увређени кнез Богдан (по некима у питању је кнез Милија) и његови синови одлучили су да их казне за почињену увреду и живе су их запалили у својој кули тако што су затворили сва врата и прозоре на њој и набацали велику количину суве сламе и сена које су запалили. Том приликом заједно са осионим Турцима настрадао је и најмлађи кнежев син који се добровољно жртвовао и остао у кули да служи турске зулумћаре. Након тога одлучили су да промене славу и узму да славе св. Архангела Михаила (Аранђеловдан).

## Остала братства у Ровцима
Радовићи (давно досељени из Мораче, Миоска), Пижурице су пореклом из Куча, од Дрекаловића, досељени у Ровца (Веље Дубоко) у 17. веку. Јањушевићи су из Озринића, а даље порекло из Бањана, Радмановићи су из Загарача, Милетићи су по некима староседеоци, а по некима досељеници из Бјелопоавлића, Синђићи (староседеоци), Дмитрићи (староседеоци), Петричићи (из Катунске нахије), Ковачевићи из Бјелопавлића, Јукићи из Босне, Марићевићи, Татићи..